# Європейська болідна мережа

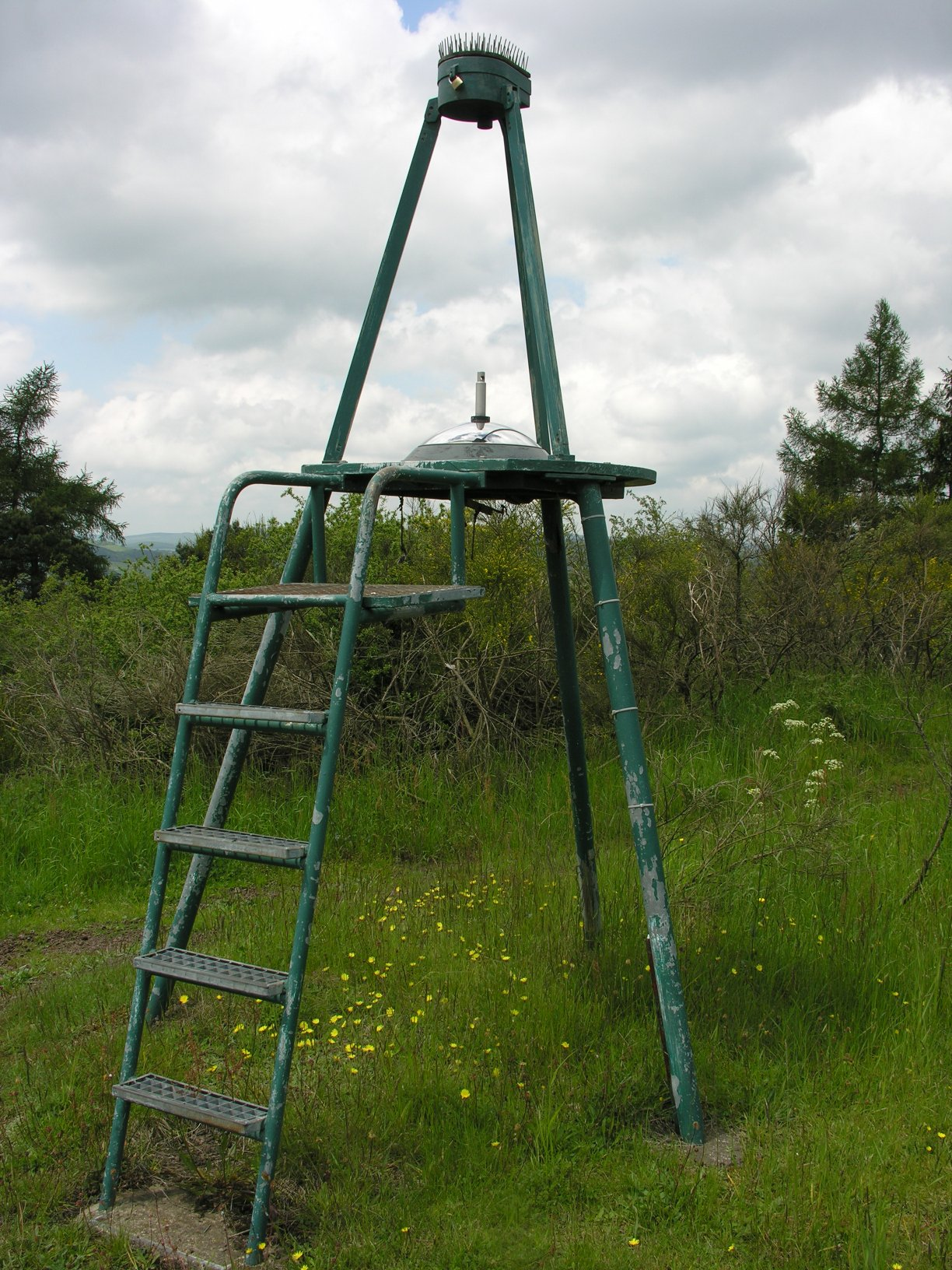
Камера болідної мережі біля Дауна в Айфелі. Камера встановлена на штативі і націлена вниз на відбиваючу півсферу для огляду неба під великим кутом – як риб’яче око.

Європейська болідна мережа використовується для спостереження та реєстрації яскравих метеорів, так званих болідів. Вона складається з 34 камер типу "риб'яче око", націлених на нічне небо, і розташованих, в основному, в Чехії, Німеччині та Австрії.

## Історія
Після того як метеорит Пржибрам був знайдений у 1959 році як перший метеорит у світі за допомогою записів камери, обсерваторія Ондржейова почала встановлювати мережу камер у 1963 році для спостереження за нічним небом. У 1968 році вона була поширена на Німеччину. Пізніше з'явилися спостережні станції в інших країнах Центральної Європи. Болідною мережею керують Обсерваторія Ондржейов та Інститут планетних досліджень Німецького аерокосмічного центру.

## Обладнання
Метеорні камери встановлені на відстані близько 100 кілометрів одна від одної і всі разом охоплюють площу близько мільйона квадратних кілометрів. Більшість камер спрямовані вниз і знімають небо, відбите у кривому дзеркалі, що дозволяє бачити все небо одночасно навіть у камері з невеликим кутом зору. Камери на чеській території, навпаки, оснащені об’єктивами «риб’яче око» і спрямовані в зеніт.
Щовечора кожна камера отримує зображення неба з довгою експозицією. Перед камерами додатково встановлена діафрагм, що обертається з частотою 12,5 Гц. Це створює стробоскопічний ефект: трек метеора стає преривчастим, і за довжиною штрихів можна визначати швидкість його руху.
Якщо метеор зареєстрований принаймні двома станціями одночасно, його точну траєкторію в земній атмосфері можна визначити тривимірно за допомогою тріангуляції. Це особливо важливо для пошуку уламків метеорита, які впали на землю, як це було, наприклад, у випадку метеорита Нойшванштайн у 2002 році.
Європейська болідна мережа щороку реєструє в середньому 50 метеорів з видимою яскравістю щище за m = -6.

## Розташування
Європейська болідна мережа складається зі спостережних станцій в Німеччині та Чехії, а також деяких станцій в Австрії, Словаччині, Бельгії, Люксембурзі, Швейцарії та Франції.